# Ягодина (стадион)
«Ягодина» (серб. Јагодина), известный также как Stadion pod Đurđevim brdom (с серб. — «Стадион под Джюрджевым холмом») — многофункциональный стадион в сербском городе Ягодина, вмещает 15 тысяч зрителей. На стадионе матчи проводит футбольный клуб «Ягодина».

## История
Стадион построен в 1958 году. Был частично реконструирован в 2007—2008 годах, вновь открывшись в 2009 году. Вместимость арены уменьшилась с 20 до 15 тысяч. Вокруг поля построены беговые дорожки.